# Маррамбиджи
Маррамби́джи (англ. Murrumbidgee) — река австралийского штата Новый Южный Уэльс и Австралийской столичной территории. Правый приток среднего течения реки Муррей.

## География
Исток реки Маррамбиджи находится в Восточном нагорье штата Новый Южный Уэльс в Австралийских Альпах, являющихся частью Большого Водораздельного хребта. Сток реки регулируются плотиной Тантангара и также системой водохранилищ, которые почти на 50 % ограничивают естественный ежегодный водосток Маррамбиджи (особенно в весенние месяцы, когда в горах начинается таяние снегов). Строительство главной плотины в верховьях реки было завершено в 1960 году. В результате, в настоящее время до 99 % речного потока в этом месте переводится в искусственное озеро Юкамбин (англ. Lake Eucumbene).
Основной поток речной системы тянется приблизительно на 900 км. Верховья Маррамбиджи расположены у подножия холма Пепперкорн на территории, покрытой вересковыми пустошами и являющейся частью Снежных гор (которые, в свою очередь, входят в состав Австралийских Альп). Впоследствии река протекает по территории Нового Южного Уэльса и Австралийской столичной территории (здесь в неё впадают притоки Молонгло и Коттер), являясь основным источником оросительной воды, которая используется для орошения полей в сельскохозяйственном регионе Риверайна, где выращиваются виноград, цитрусы, пшеница, хлопок и рис. В районе между городами Мод и Балраналд в Маррамбиджи впадает река Локлан, после чего река продолжает течение в юго-западном направлении. В непосредственной близости от границы между штатами Новый Южный Уэльс и Виктория Маррамбиджи впадает в реку Муррей. Длина реки составляет 1485 км, а площадь бассейна — около 81 629,68 км².
Маррамбиджи протекает через несколько крупных городов, в том числе Канберру, Ясс, Уогга-Уогга, Хей и Балраналд.

## История
Местность, по которой протекает река Маррамбиджи, является историческим местом расселения представителей племени австралийских аборигенов вираджури (англ. Wiradjuri people). Название реки можно перевести с языка вираджури как «большая вода», «очень хорошее место» или «сюда спускается тропинка».
О существовании Маррамбиджи первые европейские колонизаторы догадывались задолго до открытия ими реки. В 1820 году исследователь Чарльз Тросби (англ. Charles Throsby) проинформировал губернатора Нового Южного Уэльса о том, что он ожидает открытия «крупной реки с солёной водой (кроме сезона дождей), которую туземцы называют Маррамбиджи». В экспедиционном журнале Тросби впоследствии сделал пометку: «Эту реку или крупный поток воды туземцы называют Яламбиджи (англ. Yeal-am-bid-gie)». На самом же деле, упоминавшаяся река оказалась рекой Молонгло, которая является притоком Маррамбиджи. Она была открыта в апреле 1821 года.
В 1823 году верховьев Маррамбиджи достигли старший офицер штата бригады Джон Овенс (англ. John Ovens) и капитан Марк Карри (англ. Mark Currie), которые проводили исследование земель к югу от озера Джордж. В 1823 году вниз по реке от Наррандеры до места слияния с Мурреем, а затем и до места впадения Муррея в море проплыл путешественник Чарльз Стёрт. Активная европейская колонизация земель, через которые протекает Маррамбиджи, началась только в 1830-е годы.